# L'uomo controllore dell'universo
L'uomo controllore dell'universo è un murale di Diego Rivera eseguito nel 1934. Il quadro misura 4,80x11.45 m ed è conservato nel Palacio de Bellas Artes di Città del Messico. L'opera fa parte del filone del Muralismo messicano di cui Rivera fu uno dei massimi interpreti.

## Storia
Nei primi anni trenta Rivera realizzò numerose opere negli Stati Uniti ma le sue tematiche comuniste provocarono molte polemiche sulla stampa. Ciò accadde in particolare con un murale del Rockefeller Center di New York. L'edificio, situato sulla Quinta Avenue, una delle strade più famose, rappresentava uno degli emblemi più importanti del capitalismo.
In questa occasione, Diego Rivera, incominciò il murale denominato "El hombre in cruce de caminos" (L'uomo nel crocevia dei cammini) o "El hombre controlador del universo" (L'uomo controllore dell'universo). Ma quando incluse un ritratto di Lenin, le critiche non tardarono ad arrivare. Rockefeller vide il ritratto come un insulto personale ed ordinò di coprire l'intero murale, arrivando al punto più tardi di chiederne la distruzione. Nel 1934 Rivera tornò in Messico, dove dipinse lo stesso murale al secondo piano del Palacio de Bellas Artes di Città del Messico.

## Descrizione
Il contenuto del murale è apertamente politico. Al centro vi è un uomo idealizzato che controlla l'universo , posizionato al crocevia di due ideologie contrapposte.
Sulla parte sinistra: la critica del mondo capitalista esposto come una lotta di classe in mezzo alla repressione e guerra, dove Charles Darwin rappresenta lo sviluppo della scienza e della tecnologia, e la scultura greco-romana, la religione e il pensiero occidentale in contrasto con l'avanzar dei soldati della prima guerra mondiale.
La sezione di destra mostra una visione idealizzata del mondo socialista, con i lavoratori della Piazza Rossa, guidati da Lenin, e con la presenza di Karl Marx, Friedrich Engels, Lev Trockij e Bertram D. Wolfe.
Le ellissi sono il macro e microcosmo, malato a sinistra, e la genesi a  destra.